# Stejnopohlavní manželství ve Slovinsku
Stejnopohlavní manželství je ve Slovinsku legální od 9. července 2022 na základě rozhodnutí slovinského ústavního soudu, který shledal, že stávající právní úprava znemožňující párům stejného pohlaví uzavírat sňatky je v rozporu se slovinskou ústavou. Slovinský ústavní soud pak dal slovinskému parlamentu šestiměsíční lhůtu k přijetí příslušné novely zákona upravující manželství, ačkoliv jeho rozhodnutí mělo okamžitou účinnost. 4. října 2022 přijalo Státu shromáždění příslušnou novelu zákona. O týden později mu jí vrátila k přepracování Státní rada, horní komora slovinského parlamentu. K finálnímu hlasování ve Státním shromáždění pak došlo 18. října 2022.
Slovinsko se tak stalo první zemí bývalé Jugoslávie, osmnáctou v Evropě a jednaatřicátou ve světě, která otevřela institut manželství homosexuálním párům. Už předtím 3. března 2015 přijal slovinský parlament zákon o homosexuálních sňatcích. Nicméně se pak o necelý rok později konalo referendum, v němž většina voličů vyjádřila nesouhlas s danou legislativou.
Předtím mohly homosexuální páry ve Slovinsku uzavírat registrované partnerství, které jim přiznávalo většinou práv a povinností vyplývajících z manželství, vyjma společného osvojování dětí a přístupu k umělému oplodnění.

## Partnerství

### Zákon o registrovaném partnerství párů stejného pohlaví 2005
Zákon o registrovaném partnerství byl přijat 22. června 2005 pod názvem Zakon o registraciji istospolne partnerske skupnosti (ZRIPS). Zákon upracuje pouze majetkové vztahy, vzájemnou vyživovací povinnost mezi partnery a právo dědit ze zákona. Zákon negarantuje registrovaným párům rovná práva v sociálním zabezpečení (sociální a zdravotní pojištění, pozůstalostní důchody) a nedává partnerům status blízké osoby. Přijetí zákona vyvolalo žhavou politickou debatu v Národním shromáždění z řad poslanců Slovinské národní strany, která odmítala registrované partnerství. Opoziční Sociální demokracie a Liberálové argumentovali, že samotný zákon je už beztak dost okleštěný, a že odmítají o něm hlasovat, načež opustili jednání. Hlasování bylo úspěšné v poměru hlasů 44:3.
Rozsáhlejší návrh zákona o registrovaném partnerství byl přijat v prvním čtení parlamentu v červenci 2004, ale parlament jej v březnu 2005 ve druhém čtení odmítl. Návrh obsahově zcela kopíroval veškerá práva a povinnosti plynoucí z manželství, vyjma adopce dětí.
31. března 2005 přijala vláda nový návrh zákona o registrovaném partnerství viz výše, který garantoval registrovaným partnerům rovná majetková a sociální práva. Takový návrh byl přijat v červenci 2005 a účinným se stal 23. července 2006.
2. července 2009 shledal Ústavní soud diskriminačním, aby registrovaní partneři po sobě nemohli navzájem dědit ze zákona. Podle soudu je odlišné zacházení s registrovanými partnery a s manžely nekompatibilní s ústavou, neboť diskriminuje na základě sexuální orientace, což je v článku 14 slovinské ústavy zakázané. Parlament dostal šest měsíců, aby si s novou situací poradil. V reakci na to slíbila ministryně vnitra Katarina Kresal (LDS), že vláda připraví nový zákon, který legalizuje stejnopohlavní sňatky. Toto prohlášení vyvolalo značné nevole ve společnosti.

### Revize zákona o rodině a referenda 2011
2. července 2009 oznámila ministryně vnitra Katarina Kresal (LDS), že by Slovinsko mohlo v dohledné době legalizovat stejnopohlavní manželství, čímž vláda konečně zcela zrovnoprávní homosexuální a heterosexuální páry. Toto prohlášení vyvolalo narazilo na určitý odpor z řad veřejnosti, zejména kvůli otázce adopce dětí páry stejného pohlaví.
21. září 2009 prezentovala vláda nový zákon o rodině, který by homosexuálním párům umožnil uzavřít sňatek a adoptovat děti. Návrh se dostal do fáze veřejné debaty, která měla skončit 1. listopadu 2009. V prosinci 2009 se vláda zabývala pozměňovacími návrhy k novele, o nichž měla hlasovat do r. 2010. 17. prosince 2009 přijala vláda novelu zákona o rodině. Národnímu shromáždění byl návrh postoupen 21. prosince 2009. 2. března 2010 byl návrh přijat ve Shromáždění v prvním čtení.
24. ledna 2011 oznámila vláda, že změní některé části zákona ještě před finálním hlasováním v Národním shromáždění. V pozadí pozměňovacích návrhů stálo problematické prosazování návrhu jako celku. Manželství tak bylo ponecháno jako svazek muže a ženy, ale registrovaným partnerům byla dána rovná práva a povinnosti plynoucí z manželství, kromě společné adopce dětí (adopci dítěte partnera zákon připouštěl).
7. dubna přijala komise Národního shromáždění pozměněný návrh ve druhém čtení a postoupila ho do fáze třetího čtení. Ve třetím čtení prošel 16. června 2011.
Nový zákon byl 1. září 2011 napadený konzervativním lidovým hnutím Občanská iniciativa za rodinu a práva dětí, která požadovala vypsání národního referenda o něm, a která začala sbírat potřebné hlasy, aby k němu mohlo dojít. Vláda se v reakci na to zeptala Ústavního soudu, zda by takové referendum bylo ústavní. Ten 26. prosince 2011 rozhodl, že ano. Referendum konané 25. března 2012 pak vedlo ke zrušení nového zákona.

### Návrh zákona o partnerství 2014
14. dubna 2014 prezentovalo Ministerstvo práce, rodiny, sociálních věcí a rovných příležitostí návrh zákona garantující partnerstvím všechna práva a povinnosti vyplývající z manželství, kromě adopce a asistované reprodukce. V procesu veřejné konzultace byl do 5. května 2014. Jeho osud byl však nejistý z důvodu nadcházejících parlamentních voleb konaných 13. července 2014, které vedly k rezignaci premiérky Alenky Bratušek. 15. října 2014 oznámilo Ministerstvo další veřejné diskuze o návrhu, které skončily 15. listopadu. V lednu 2015 řekla ministryně práce, rodiny, sociálních věcí a rovných příležitostí Anja Kopač Mrak, že by návrh měl být nahrazen jiným návrhem, který by legalizoval stejnopohlavní sňatky.

### Zákon o partnerství 2016
22. prosince 2015 po referendu, které zrušilo legalizaci stejnopohlavního manželství ve Slovinsku (viz výše), nezávislá poslankyně Jani Möderndorfer zpracovala návrh zákona, který by dal registrovaným partnerům stejná práva a povinnosti jako mají manželé, vyjma adopcí a přístupu k asistované reprodukci. 10. března 2016 byl tento návrh podpořen vládou. 5. dubna byl návrh přijat poslaneckou Komisí pro práci, rodinu, sociální politiku a handicapované. 21. dubna byl tento návrh přijat ve Shromáždění poměrem hlasů 54:15. Národní rada nepožadovala, aby Národní shromáždění hlasovalo o návrhu znovu.
28. dubna vydala Unie pracujících migrantů petici s 2500 podpisy se žádostí o vypsání referenda. Nicméně 5. května jim mluvčí Národního shromáždění Milan Brglez odmítl poskytnout 35denní lhůtu k získání potřebných 40 tisíc platných hlasů pro vypsání celonárodního referenda s odůvodněním, že toto a jejich další iniciativy hrubým způsobem porušují zákon o všeobecném referendu. 
Návrh pak zaslal k promulgaci hned následující den. Ten pak podepsal slovinský prezident Borut Pahor a zveřejnil ve Sbírce zákonů 9. května 2016. Zákon se stal účinným 15. den po publikaci (24. květen 2016) a do plného provozu byl uveden o devět měsíců později (24. února 2017).
10. května napadla Unie pracujících migrantů Brglezovo rozhodnutí u Ústavního soudu. 21. července 2016 se soud odmítl jejich žalobou zabývat.

## Stejnopohlavní manželství

### Návrh novely zákona o rodině a manželství
15. prosince 2014 zpracovala opoziční Sjednocená levice návrh zákona o stejnopohlavním manželství. Příznivci návrhu řekli, že cílem je zrovnoprávnit všechny členy společnosti, a že jako takový dá všem skupinám rovná ústavní práva, neboť právě Ústava říká, že všichni jsme si rovni, což ale v případě stejnopohlavních párů neplatí. 29. ledna 2015 nezaujala vláda k tomuto návrhu žádné stanovisko. Dvě ze tří stran vládnoucí koalice Strana moderního středu a Sociální demokracie tento návrh podpořily stejně jako opoziční strany ZL a Aliance Alenky Bratušek. Třetí strana koalice Demokratická strana penzistů se rozhodla dát svým poslancům volnou ruku. Pouze Slovinská demokratická strana a Nové Slovinsko jej odmítly. 10. února 2015 přijala Komise práce, rodiny, sociální politiky a handicapovaných návrh v poměru hlasů 11:2 ve druhém čtení.
3. března přijalo Národní shromáždění návrh ve třetím čtení poměrem hlasů 51:28.. 10. března 2015 odmítla Národní rada podnět k vrácení návrhu zpátky do Shromáždění v poměru hlasů 14:23. Návrh se pak dostal k podpisu prezidentovi.
10. března 2015 oznámili odpůrci zákona, že se jim podařilo nasbírat více, než 80 tisíc podpisů pro vypsání referenda. Již předtím získali 2500, což je dostačující minimum k vypsání řádné petice za referendum.
17. března 2015 předseda poslaneckého klubu Strany moderního středu řekl, že ačkoli strana podporuje stejnophlavní manželství, nebude nijak bránit možnosti lidového hlasování. Sjednocená levice, hlavní předkladatel návrhu, tento postoj kritizovala. Nicméně 19. března prohlásili politci Strany moderního středu, že pouze nechtějí bránit odpůrcům ve sbírání podpisů pod petici, a že vynaloží veškeré úsilí k zablokování takového referenda, pokud se jim podaří tedy získat požadované minimum.
23. března 2015 započala 35denní lhůta, během níž bylo nutné získat minimální počet podpisů 40 tisíc pro vypsání referenda o nově přijatém zákonu. Ten samý den skupina 23 poslanců SD, DeSUS, ZL a ZaAB vznesla požadavek na zahájení mimořádné schůze Shromáždění k hlasování o rezoluce blokující referendum. 26. března hlasovalo Národní shromáždění v poměru hlasů 53:21 k zablokování referenda s odvoláním se na ústavní zákony, které nepřipouštějí plebiscit, který by rozhodoval o zákonech eliminujících neústavnost z hlediska lidských práv a základních svobods.
Příznivci referenda, kteří už nasbírali 48 146 podpisů se k hlasování Národního shromáždění vyjádřili tak, že se 2. dubna odvolají k Ústavnímu soudu.

### Petice k Ústavnímu soudu
Soud měl rozhodnout, zda je referendum ústavní s ohledem na článek 90 ústavy zakazující referenda o ústavně chráněných lidských právech. Jakékoli referendum ve Slovinsku je úspěšné, pokud se jej zúčastní minimálně 20 % oprávněných voličů, a pokud většina z nich hlasuje proti.
Ústavní soud oznámil, že rozhodne ve čtyřech fázích 10. června, 9. července, 10. září a 24. září. V říjnu 2015 se za vypsání referenda politicky angažoval také lublaňský římskokatolický arcibiskup Stanislav Zore.
22. října 2015 Ústavní soud oficiálně rozhodl, že referendum nijak neodporuje Ústavě. Nicméně se nijak nevyjádřil ke spornému článku 90, který pojednává o ústavnosti referend. Rozhodnutí tak zrušilo hlasování Národního shromáždění o neústavnosti referenda.

### Referendum
4. listopadu 2015 rozhodlo Národní shromáždění, že se referendum bude konat 20. prosince 2015. Referenda se zúčastnilo požadované minimum 20 % oprávněných voličů, z nichž většina hlasovala proti návrhu.

### Adopční kauzy
3. března 2010 rozhodl Nejvyšší soud o uznání rodičovských práv gay páru s dvojím občanstvím, který si osvojil holčičku ve Spojených státech. 17. července 2011 umožnilo Ministerstvo práce, rodiny a sociálních věcí lesbické ženě osvojení dítěte její registrované partnerky na základě zákona z r. 1976. Díky tomu se potvrdila možnost osvojování dětí v homoparentálních rodinách navzdory zrušení novely zákona o rodině v referendu.

## Veřejné mínění
Eurobarometr z r. 2006 ukázal, že 31 % Slovinců podporuje stejnopohlavní manželství a 17 % by homosexuálním párům umožnilo adopci dětí (průměr EU 44 % a 33 %).
Průzkum zveřejněný v říjnu 2006 ukázal, že by 23 % respondentů podpořilo plná adopční práva stejnopohlavních párů, zatímco 74 % by bylo proti.
Statistika Delo Stik z února 2015 ukázala, že 59 % Slovinců podporuje stejnopohlavní manželství, zatímco 37 % je proti. Separátní otázka v anketě ukázala, že 51 % Slovinců podporuje návrh projednávaný v Národním shromáždění tou dobou, který by umožnil homosexuálním párům uzavírat sňatky a adoptovat děti, zatímco 42 % je proti. Podle průzkumu by 38 % respondentů podpořilo adopce dětí homosexuálními páry a 55 % by bylo proti.
Jiný průzkum společnosti Ninamedia v březnu 2015 ukázal, že 42 % respondentů podporuje nový zákon, zatímco 54 % je proti. Podpora byla největší u osob mladších 30 let a v regionu Primorska.
Výzkum zveřejněný v deníku Delo v březnu 2015 ukázal, že si většina respondentů myslí, že by Ústavní soud neměl umožnit referendum o takových věcech. Z těch, kteří indikovali účast v referendu, 36 % řeklo, že zákon podpoří, zatímco 50 % že nepodpoří.
Eurobarometr z r. 2015 shledal, že by 54 % Slovinců podpořilo legalizaci stejnopohlavního manželství v celé Evropě, zatímco 40 % by bylo proti.